# Доктор Йосифово
 Тази статия е за селото в България.  За селото в Северна Македония вижте Кълъчково.  
До̀ктор Йо̀сифово е село в Северозападна България. То се намира в община Монтана, област Монтана.

## Религии
В селото има две черкви - „Свети Димитър“ и „Света Параскева“, която е ремонтирана през 2012 година, като чинът на обновление е извършен от Видинския митрополит Дометиан.
Селото е част от Берковска духовна околия на Видинска епархия на Българската православна църква.

## Личности
Родени в Доктор Йосифово
- Никола Първанов (1837 или 1845 – 1872), филолог
- Мито Исусов (1928 – 1999), историк
- Найден Рангелов (1944 – 2016), телевизионен водещ и журналист